# Штум (гмина)
Штум (пол. Sztum) — городско-сельская гмина (волость) в Польше, входит как административная единица в Штумский повет, Поморское воеводство. Население — 17 949 человек (на 2004 год).

## Демография
| Перепись                       | Всего   | Всего | Женщины | Женщины | Мужчины | Мужчины |
| ------------------------------ | ------- | ----- | ------- | ------- | ------- | ------- |
| Единицы                        | человек | %     | человек | %       | человек | %       |
| Население                      | 17 949  | 100   | 9215    | 51,3    | 8734    | 48,7    |
| Плотность населения (чел./км²) | 99,3    | 99,3  | 51      | 51      | 48,3    | 48,3    |

## Соседние гмины
1. Гмина Гнев
2. Гмина Мальборк
3. Гмина Миколайки-Поморске
4. Гмина Милорадз
5. Гмина Пельплин
6. Гмина Рыево
7. Гмина Стары-Тарг

## История
Гмина Штум расположена в Поморском воеводстве, 14 километров на юг от Мальборка. Штум лежит на узком перешейке между соединёнными когда-то двумя озёрами Штумским и Барлевицким, которые вместе с находившимися вблизи лесами образуют необычный природно-ландшафтный комплекс. В средневековье Штум являлся островом — центром владений волости Алием, входившей в состав прусской Помазании. В 1236 году городище перешло во владение Тевтонского ордена. Удачно расположенный и укреплённый замок служил плацдарном для тевтонских войск, направляющихся в военный поход на Литву. Во времена крестоносцев замок являлся также летней резиденцией великого магистра Тевтонского ордена. В 1377 году в замке проживал эрцгерцог Альбрехт Габсбург, оставивший в знак благодарности свои родовые цвета штумскому войтовству (штумской волости) и построивший башню замка (Башня Альбрехта).
В настоящее время в южном крыле замка, отремонтированном благодаря поддержке Фонда Польско-немецкого сотрудничества, размещается Международный центр обмена молодежью, входящий в состав Штумского центра культуры — администратора объекта. В остальной части замкового комплекса планируется открытие гостинично-конференционного центра на 95 спальных мест. Город славится многими культурными мероприятиями, важнейшие из которых проходят на Замковом холме (международный смотр тюремного искусства, Международный художественный пленэр, рыцарские турниры, концерты хоровой музыки). Ежегодно в июле проходит Международный съезд любителей Фольксвагена «Жук». На штумской земле находятся многочисленные дворянские усадьбы и дворцы, например, дворцово-парковый ансамбль рода Сераковских в Ваплеве Вельким (гостиница), усадьба в Барлевицах (гостиница, галерея), усадьба в Заезеже. Туристов привлекают также русла Вислы и Ногата с системой шлюзов XIX века в местности Бяла Гура (Белая Гора).